# Přátelé čistých účtů
Přátelé čistých účtů – anglicky Friends of Clean Accounts – je skupina evropských politiků, zasazující se za „čistotu účetnictví“ EU. Tím je míněno řádné hospodaření s penězi, vedení řádného účetnictví a dozoru Evropské unie, a řádný dohled nad nimi, v neposlední řadě díky otevřeným a jasným (transparentním) informacím.
Tato skupina sice vznikla z iniciativy EU-kritické skupiny SOS demokracie (anglicky SOS Democracy), ale – na rozdíl od ní – jsou v ní angažovaní i zastánci EU. Zasedání Přátel čistých účtů většinou předsedá Gabriele Stauner, členka Kontrolního výboru rozpočtu parlamentu EU, setkání organizuje mluvčí skupiny Jens-Peter Bonde a Chris Heaton-Harris.
Tato skupina také podporuje a brání tzv. „whistle-blowers“ v jejich činnosti proti korupci v institucích a projektech EU. Tak se zasadila například o to, aby nebyl propuštěn Paul van Buitenen, který vedoucím členům Evropského parlamentu prezentoval případy korupce v Evropské komisi. Nebo, aby hlavní auditorka (účetní) Marta Andreasenová mohla přednést její rozbor závažných problémů a návrhy jak je řešit parlamentu EU poté, co jí její odpůrci v Komisi a institucích EU zakázali o nich mluvit a nařídili její propuštění. Nebo o to, aby Hans-Martin Tillack, reportér Sternu, byl propuštěn z vazby a nebyl ani jinak protiprávně šikanován belgickou policií, což se stalo na podnět jeho odpůrců v protikorupčním úřadě – Evropském úřadu pro boj proti podvodům. Tillak také odhalil skandál Eurostatu a spolu s Andreasem Oldagem, publikoval knihu reportáží a rozborů Kosmická loď Brusel.
Přátelé čistých účtů se také zasadili o to, aby Santerova komise odstoupila v březnu 1999, následkem korupčního skandálu, který dodnes[kdy?] nebyl vyšetřen. Dále v roce 2004 Přátelé čistých účtů započali sběr podpisů za vyslovení nedůvěry Komisi Evropským parlamentem, kvůli její neochotě nechat prošetřit skandál Eurostatu.